# 109 (číslo)
Sto devět je přirozené číslo. Následuje po číslu sto osm a předchází číslu sto deset. Řadová číslovka je stý devátý nebo stodevátý. Římskými číslicemi se zapisuje CIX.

## Matematika
Sto devět je
- čtvrté nejmenší trojciferné prvočíslo
- nepříznivé číslo.
- v desítkové soustavě šťastné číslo
- běžné číslo

## Chemie
- 109 je atomové číslo meitneria, neutronové číslo druhého nejméně běžného přírodního izotopu wolframu a nukleonové číslo méně běžného z obou přírodních izotopů stříbra (tím běžnějším je 107Ag)[1]

## Roky
- 109
- 109 př. n. l.